# Maria Wawrzyniec Rostworowski

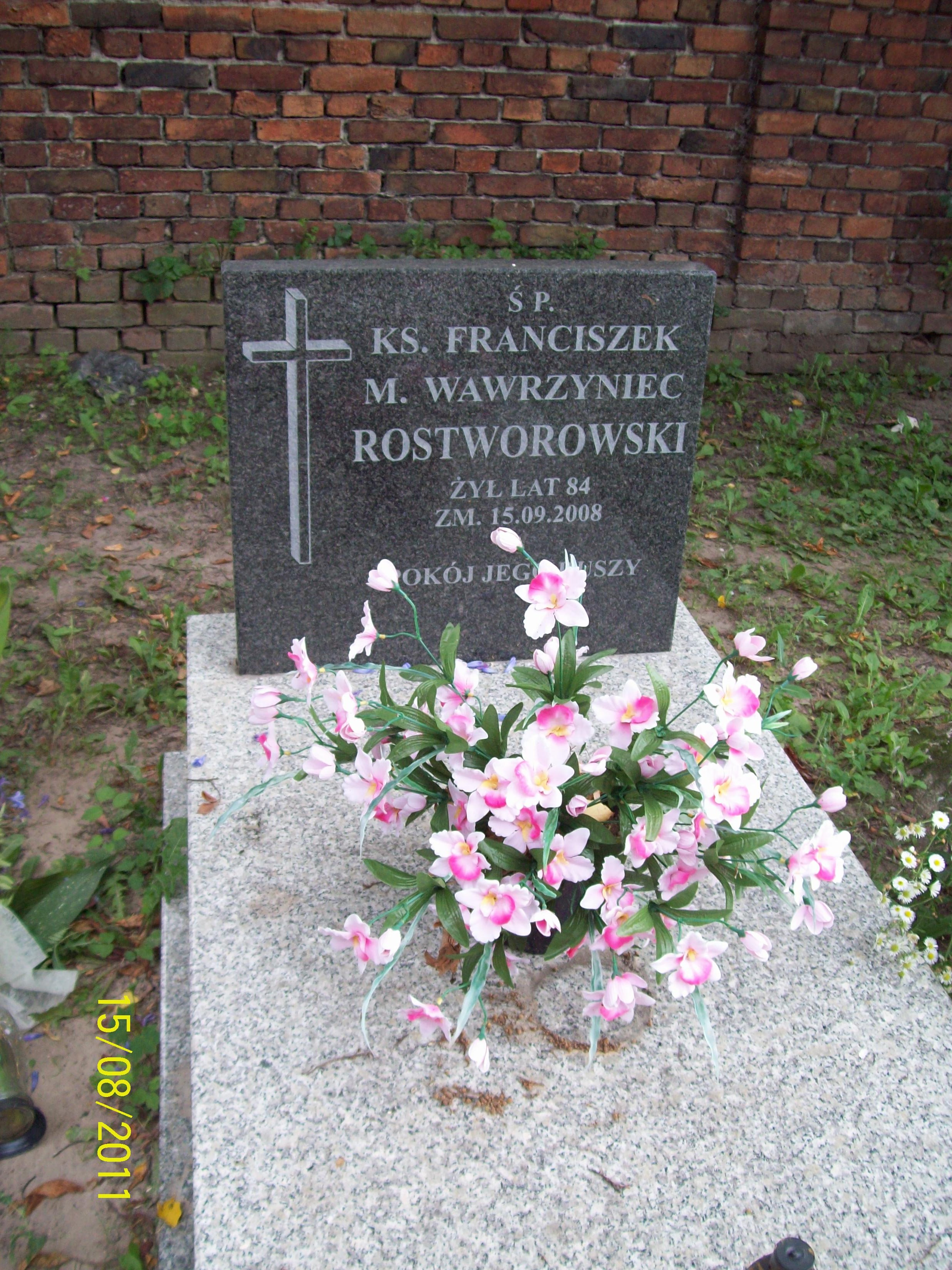
Nagrobek kapłana Marii Wawrzyńca Rostworowskiego na cmentarzu mariawickim w Płocku.

Franciszek Maria Wawrzyniec Rostworowski (ur. 8 lutego 1924 w Płocku, zm. 15 września 2008 tamże) – polski duchowny mariawicki, kapłan  Kościoła Starokatolickiego Mariawitów, publicysta i działacz ekumeniczny.

## Życiorys
Pochodził z arystokratycznej rodziny Rostworowskich. Był synem biskupa Kościoła Starokatolickiego Mariawitów Marii Franciszka Rostworowskiego. 9 listopada 1939 roku wstąpił do seminarium duchownego, a 1 listopada 1940 roku otrzymał habit i imiona zakonne. Święcenia diakońskie otrzymał z rąk biskupa Marii Franciszka Rostworowskiego – 25 grudnia 1944 roku, natomiast święcenia kapłańskie przyjął 22 maja 1948 roku z rąk biskupa Marii Jakuba Próchniewskiego. Był wikariuszem parafii w Raszewie i Żarnówce, a po święceniach kapłańskich Maria Wawrzyniec Rostworowski pełnił posługę kapłańską wśród środowisk mariawickich na tzw. Ziemiach Odzyskanych. Pracował jako duchowny w parafiach mariawickich w Piasecznie, Lesznie, Błoniu, Wiśniewie oraz Mińsku Mazowieckim.
W latach 1990–1997 piastował funkcję redaktora naczelnego Mariawity. Działał w Polskim Towarzystwie Esperantystów. W 2008 roku obchodził jubileusz 60-lecia święceń kapłańskich, będąc najstarszym żyjącym duchownym mariawickim. Zmarł 15 września 2008 roku w klasztorze przy Świątyni Miłosierdzia i Miłości w Płocku. Mszy Świętej pogrzebowej kapłana Marii Wawrzyńca Rostworowskiego przewodniczył Biskup Naczelny Maria Ludwik Jabłoński, w asyście biskupów Marii Romana Nowaka oraz Marii Włodzimierza Jaworskiego. W uroczystościach pogrzebowych wzięli udział również przedstawiciele Kościoła Rzymskokatolickiego oraz Polskiego Autokefalicznego Kościoła Prawosławnego.